# Valerij Spicyn
Valerij Anatoljevič Spicyn (rusky Валерий Анатольевич Спицын; 5. prosince 1965 Magnitogorsk) je bývalý ruský atlet, chodec, mistr Evropy v chůzi na 50 km z roku 1994.

## Sportovní kariéra
Specializoval se na trať 50 kilometrů chůze. Na olympiádě v Barceloně v roce 1992 skončil v této disciplíně čtvrtý, na mistrovství světa o rok později vybojoval na této trati bronzovou medaili. Vítězem v závodě na 50 kilometrů chůze se stal na evropském šampionátu v Helsinkách v roce 1994. Na mistrovství světa v roce 1995 chodecký závod na 50 kilometrů nedokončil. Několik dalších sezón nestartoval na mezinárodních závodech, v roce 2000 zvítězil na mistrovství Ruska v závodě na 50 kilometrů chůze časem 3:37:26 a vytvořil tak světový rekord. Zajistil si tak start na olympiádě v Sydney, kde však závod nedokončil.